# Udeřice
Udeřice (s předložkou 2. pád do Udeřic, 6. pád v Udeřicích) jsou vesnice, místní část Bačic v okrese Třebíč. S Bačicemi přímo sousedí. Ve vesnici žije 73 obyvatel.

## Geografická charakteristika
Vesnice Udeřice leží zcela na východě svého katastrálního území na hranicích s katastrálním územím sousedních Bačic. Zastavěné území těchto obou vesnic splývá. Udeřicemi prochází silnice č. III/15235 jako odbočka silnice od Myslibořic, tato silnice se v Bačicích kříží se silnicemi č. III/15244 Hrotovice–Radkovice u Hrotovic a III/15240 na Krhov. Na severu a západě hraničí katastrální území Udeřic s Krhovem a na jihu s Radkovicemi.
Nadmořská výška vesnice se pohybuje v rozmezí kolem 440 m k 426 m n. m. Nejvyššího bodu dosahuje katastrální území Uherčic na západě (465 m n. m.). Vesnice leží na Bačickém potoce.

## Název
Na vesnici bylo přeneseno původní pojmenování jejích obyvatel Udeřici. To bylo odvozeno od osobního jména Uder nebo Udeř (původem tvary rozkazovacího způsobu slovesa udrati či udeřiti) a znamenalo "Uderovi/Udeřovi lidé".

## Historie
V oblasti Udeřic jsou známy pouze neolitické nálezy; rozkládalo se zde sídliště lidu kultury s moravskou malovanou keramikou.
Vlastní Udeřice jsou poprvé doloženy k roku 1310.
První písemná zmínka o Bačicích je z roku 1307, v tu dobu dal český král Jindřich hrad Bítov lénem Remuntovi z Lichtenberka, tak mu připadly i Bačice a Udeřice. Lichtemberkové posléze svým manům dávaly Bačice do dědičného držení. Udeřice (Hudeřice) ovládali vladykové, kteří nesli přidomek z Udeřic. V roce 1310 byla ves zastavena oslavanskému klášteru, spolu s Bačicemi a Radkovicemi. Roku 1368 byl vládcem Udeřic Přibík z Hudečic, který přikoupil lány v Litovanech a následně pak Mikeš z Hudeřic, který lány v Litovanech prodal. Ve 14. a 15. století majetky patřily několika vladykům, kteří užívali přídomek "z Bačic". Roku 1420 Bačice spadaly do majetku Šavela z Bačice, posléze Janu Jitkovi a Vavřincovi z Bačic. V roce 1497 oddělil král Vladislav Bačice od hradu Bítova a věnoval je Hankovi ze Zap. Následně je obratem prodal Janu Zelenému z Říčan, který byl vlastníkem krhovského panství a tak se staly Udeřice součástí krhovského panství.
V roce 1643 prodal Jindřich Zahradecký krhovské panství i s Bačicemi, Udeřicemi, Račicemi, Oduncem, Zárubicemi a Litovanami Janu Arnoštovi ze Scharfenberku. Následně pak panství v Krhově získal Ondřej Roden z Hirzenau, tomuto rodu panství patřilo až do roku 1825. V roce 1826 majetek získal Hubert z Harnoncourtu a v roce 1845 pak Jiří Sina. Od roku 1882 je byl majitelem Anton Dreher.
Územněsprávně byly Udeřice v letech 1869–1900 vedeny jako osada Bačic v okrese krumlovském, v letech 1910–1930 jako obec v tomtéž okrese, od roku 1950 jako obec v okrese moravskobudějovickém a od roku 1961 jako část obce Bačic v okrese Třebíč.

## Obyvatelstvo
Roku 1835 vykázala obec 15 domů a 119 obyv.
| Rok            | 1869 | 1880 | 1890 | 1900 | 1910 | 1921 | 1930 | 1950 | 1961 | 1970 | 1980 | 1991 | 2001 | 2011 | 2021 |
| -------------- | ---- | ---- | ---- | ---- | ---- | ---- | ---- | ---- | ---- | ---- | ---- | ---- | ---- | ---- | ---- |
| Počet obyvatel | 131  | 120  | 127  | 124  | 120  | 118  | 132  | 113  | 116  | 115  | 115  | 102  | 99   | 73   | 73   |
| Počet domů     | 17   | 20   | 19   | 21   | 22   | 21   | 27   | 31   | 31   | 29   | 28   | 29   | 29   | 30   | 28   |